# 村上亮康
村上 亮康（むらかみ すけやす）は、戦国時代から江戸時代にかけての武将。因島村上氏当主・村上尚吉（なおよし）の三男。村上吉充の弟。子に景康。別名は祐康、左衛門大夫、越前守。備後大可島城主。因島村上氏庶流備後村上氏の祖。

## 生涯
村上水軍の因島村上氏の一族として活躍した武将であり、瀬戸内の要衝鞆の浦大可島城の城主として活動した。第一次木津川口の戦いにも参戦したといわれる。
永禄12年（1569年）に藤井皓玄（杉原景盛の家臣、元・山名理興家臣）が備後神辺城を占拠した際には、三吉隆亮と共に神辺城奪回に貢献している。尚、名前の「亮」の字は何かしらの縁あって隆亮から偏諱を受けたものと思われる。
後に紀伊国から毛利氏を頼ってきた足利義昭を三好氏の干渉を跳ね除け関船で出迎え、鞆に迎え入れて警護役として義昭の直臣扱いとなっており、毛利氏と足利氏の両方から知行を得ている。
天正10年（1582年）に来島通総が織田信長に寝返ると、兄弟の村上吉充・村上隆吉（たかよし、亮康の弟）と共に毛利輝元に改めて忠誠を誓い、恩賞として100貫の知行を加増されている。